# Matrículas automovilísticas de Azerbaiyán

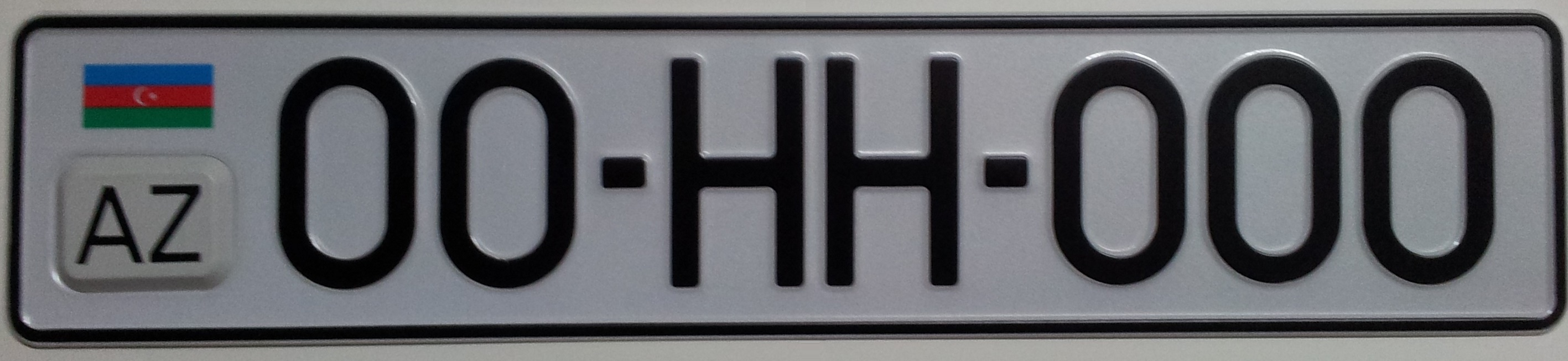
Ejemplo de matrícula de Azerbaiyán actual (RFiD).

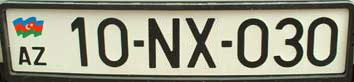
Matrícula de Azerbaiyán hasta 2011.

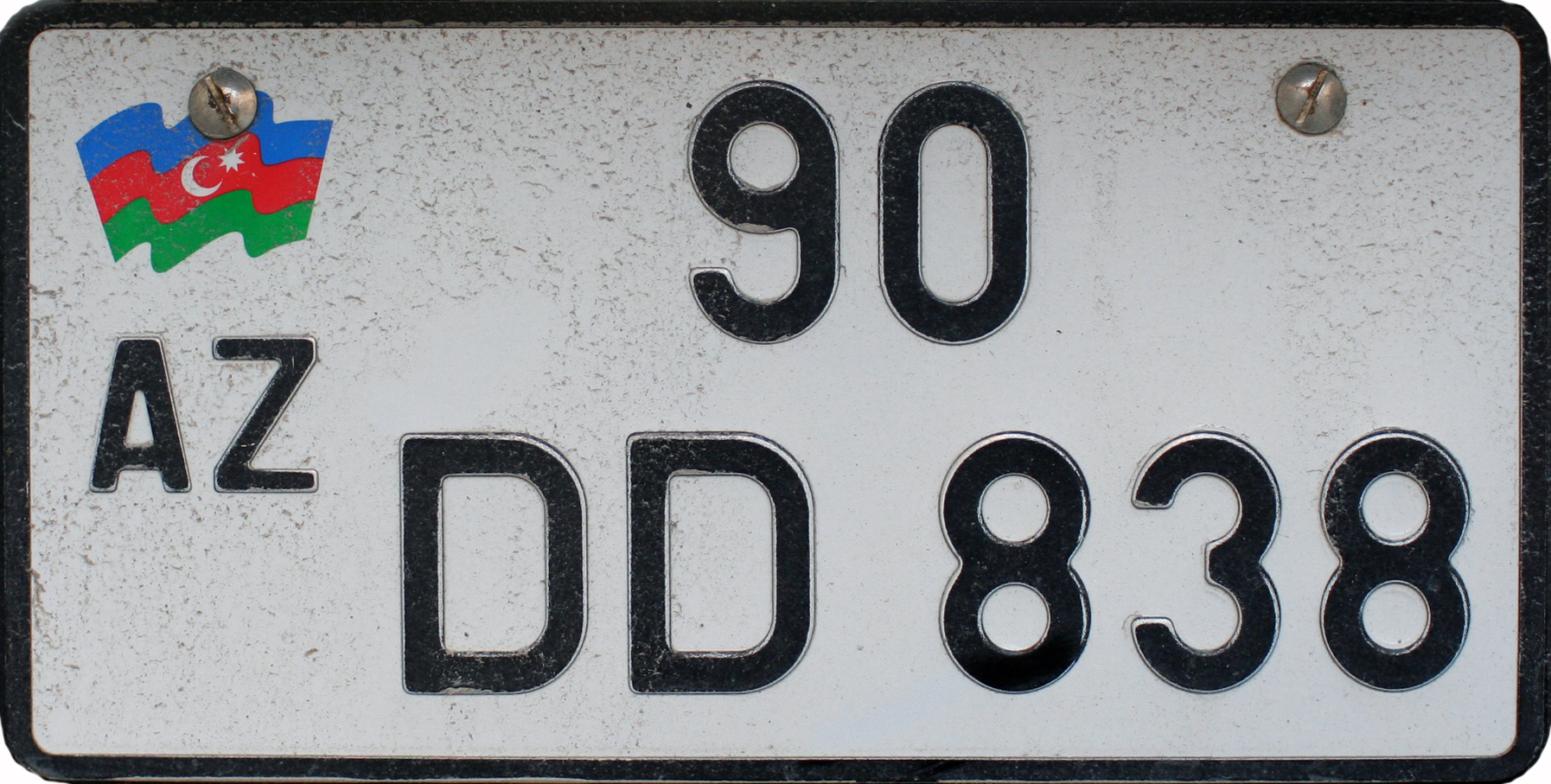
Formato rectangular (trasero).

Las matrículas automovilísticas de Azerbaiyán suelen estar compuestas por 2 números (que identifican el departamento donde se registró) un guion, dos letras, otro guion y tres números (por ejemplo: 10-JA-243). Son placas blancas con los dígitos en negro. Sus dimensiones son iguales a las europeas y portan la bandera de Azerbaiyán con las iniciales «AZ» en el lado izquierdo.
En enero de 2011 se cambió la matrícula por una con la bandera rectangular y que incluye un microchip. El chip (denominado RFiD) se encuentra en la esquina inferior izquierda de la placa, bajo la bandera de Azerbaiyán, generalmente donde van las letras «AZ».
La compañía portuguesa Porta Saber, Lda es la encargada de suministrar las placas RFiD y los sistemas y software de lectura RFiD.

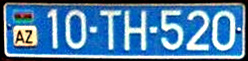
Matrícula de transporte público de Azerbaiyán con chip RFiD.

## Sistema de códigos
Al igual que en las matrículas turcas (las cuales adoptaron una versión invertida de las antiguas matrículas francesas), las de Azerbaiyán llevan los dos primeros dígitos según el departamento, seguido de 2 letras progresivas y un sistema de 3 números (la progresión comienza por AA-001 y acaba en ZZ-999). A continuación hay una tabla con los dígitos correspondientes a cada departamento (si el departamento está en «cursiva» es que está controlado por la República de Artsaj y si está en «negrita» significa que es parte de la República Autónoma de Najicheván): 
| Código | Departamento | Código | Departamento | Código | Departamento   |
| ------ | ------------ | ------ | ------------ | ------ | -------------- |
| 01     | Absheron     | 26     | Xankəndi     | 51     | Samux          |
| 02     | Unğdique     | 27     | Xaçmaz       | 52     | Salyan         |
| 03     | Unğdaş       | 28     | Xocavənd     | 53     | Siyəzən        |
| 04     | Unğtaxiədi   | 29     | Xızı         | 54     | Sabirabad      |
| 05     | Unğstafa     | 30     | İmişli       | 55     | Şəki           |
| 06     | Unğsu        | 31     | İsmayıllı    | 56     | Şamaxı         |
| 07     | Astara       | 32     | Kəlbəcər     | 57     | Şəmkir         |
| 08     | Balakən      | 33     | Kürdəmir     | 58     | ŞuşUn          |
| 09     | Bərdə        | 34     | Qax          | 59     | Tərtər         |
| 10     | Bakú         | 35     | Qazax        | 60     | Tovuz          |
| 11     | Beyləqan     | 36     | Qəbələ       | 61     | Ucar           |
| 12     | Biləsuvar    | 37     | Qobustan     | 62     | Zaqatala       |
| 13     | unused       | 38     | Qusar        | 63     | Zərdab         |
| 14     | Cəbrayıl     | 39     | Qubadlı      | 64     | Zəngilan       |
| 15     | Cəlilabad    | 40     | Quba         | 65     | Patioımlı      |
| 16     | Daşkəsən     | 41     | Laçın        | 66     | Yevlax         |
| 17     | Şabran       | 42     | Lənkəcorrió  | 67     | Babək          |
| 18     | Shirvan      | 43     | Lerik        | 68     | Şərur          |
| 19     | Füzuli       | 44     | Masallı      | 69     | Ordubad        |
| 20     | Gəncə        | 45     | Mingəçevir   | 70     | NaxçıFurgoneta |
| 21     | Gədəbəy      | 46     | Naftalan     | 71     | Şahbuz         |
| 22     | Goranboy     | 47     | Neftçala     | 72     | Culfa          |
| 23     | Göyçay       | 48     | Oğuz         | 85     | NaxçıFurgoneta |
| 24     | Hacıqabul    | 49     | Saatlı       | 90     | Bakú           |
| 25     | Göygöl       | 50     | Sumqayıt     | 99     | Bakú           |

## Tipos de matrícula
- Oficiales del gobierno: XX-AA-XXX
- Administración presidencial: XX-PA-XXX (PA = Presidencial Administration)
- Servicios secretos del presidente: XX-PM-XXX
- Tráileres: igual a las normales, pero sin guiones.
- Serie extranjera: compuesto por una letra, tres números, un espacio y tres números más.